# Estibina
|  | Per a altres significats, vegeu «estibina (compost)». |

L'estibina o estibnita és un mineral de la classe dels sulfurs. Va rebre el seu nom actual l'any 1832 per François Sulpice Beudant, del grec Στιβι "stibi", Στιμμι "stimmi". El nom antic, spiessglas, va ser posat de l'any 1430 per Basil Velentine. És un mineral dimorf de la metastibnita. També és coneguda amb el nom: antimonita.
L'estibnita és un sulfur d'antimoni, amb fórmula Sb₂S₃. Cristal·litza en el sistema ortoròmbic, formant cristalls allargats o radiats segons l'eix c. Acostuma a ser trobada en agregats de cristalls aciculars i en masses radiades columnars o granulars, tot i que també se'n pot trobar de manera massiva. Té una duresa 2 a l'escala de Mohs i una densitat 4,66. És opaca, de color gris de plom i de lluentor metàl·lica.
És un mineral que es fa servir en aliatges, a la pirotècnia i a les indústries tèxtil, del cautxú i del cristall. També s'usa des de l'antiguitat per a fer alcofoll. L'estibina és la mena més important de l'antimoni, metall relativament rar (0,2 per milió en l'escorça terrestre), un element tòxic utilitzat per endurir els aliatges de metall per a suports, terminals de bateries i semiconductors.
Hi ha cristalls radials allargats d'estibnita, així com formes massisses, que es poden confondre amb la galena, tot i que la forma dels cristalls és distintiva, així com el punt de fusió més baix de l'estibnita.
Segons la classificació de Nickel-Strunz, l'estibina pertany a «02.DB: Sulfurs metàl·lics, M:S = 2:3» juntament amb els següents minerals: antimonselita, bismutinita, guanajuatita, metastibnita, pääkkönenita, ottemannita, suredaita, bowieita, kashinita, montbrayita, edgarita, tarkianita i cameronita.

## Formació i jaciments
N'hi ha als filons i als dipòsits de reemplaçament formats a baixa temperatura, a les calcàries, i també en els formats per les fonts termals, principalment a Hunan (Xina), Mèxic, Bolívia, Algèria i, als Països Catalans, al Ripollès. Es troba associada amb realgar, orpiment, cinabri, galena, pirita, marcassita, arsenopirita, cervantita, estibiconita, calcita, ankerita, barita i calcedònia.
L'exemplar més gran que es coneix, d'unes 1.000 lliures de pes, va ser descobert a la Xina i s'exposa al Museu Americà d'Història Natural de Nova York. Als territoris de parla catalana ha estat descrita a la mina Sant Pare (Anglès, Selva), a la mina de Les Ferreres (Camprodon, Cerdanya), a la mina Facunda (Ribes de Freser, Ripollès) i a Mas de la Guàrdia (Oms, Rosselló).

## Varietats
Es coneix una varietat d'estibnita, l'estibnita selènica, una varietat amb una proporció de sofre-seleni 2:1, amb fórmula Sb₂(S,Se)₃. Se n'ha trobat a les províncies de Sichuan i Gansu, a la Xina i a la Baixa Silèsia, Polònia.

## Grup de l'estibina
El grup de l'estibina està format per quatre espècies de minerals que són sulfur i selenur dels cations trivalents d'antimoni i bismut, respectivamanet. Tots els minerals d'aquest grup cristal·litzen en el sistema ortoròmbic.
| Espècie       | Fórmula |
| ------------- | ------- |
| Antimonselita | Sb₂Se₃  |
| Bismutinita   | Bi₂S₃   |
| Guanajuatita  | Bi₂Se₃  |
| Estibina      | Sb₂S₃   |